# Opatov u Jihlavy

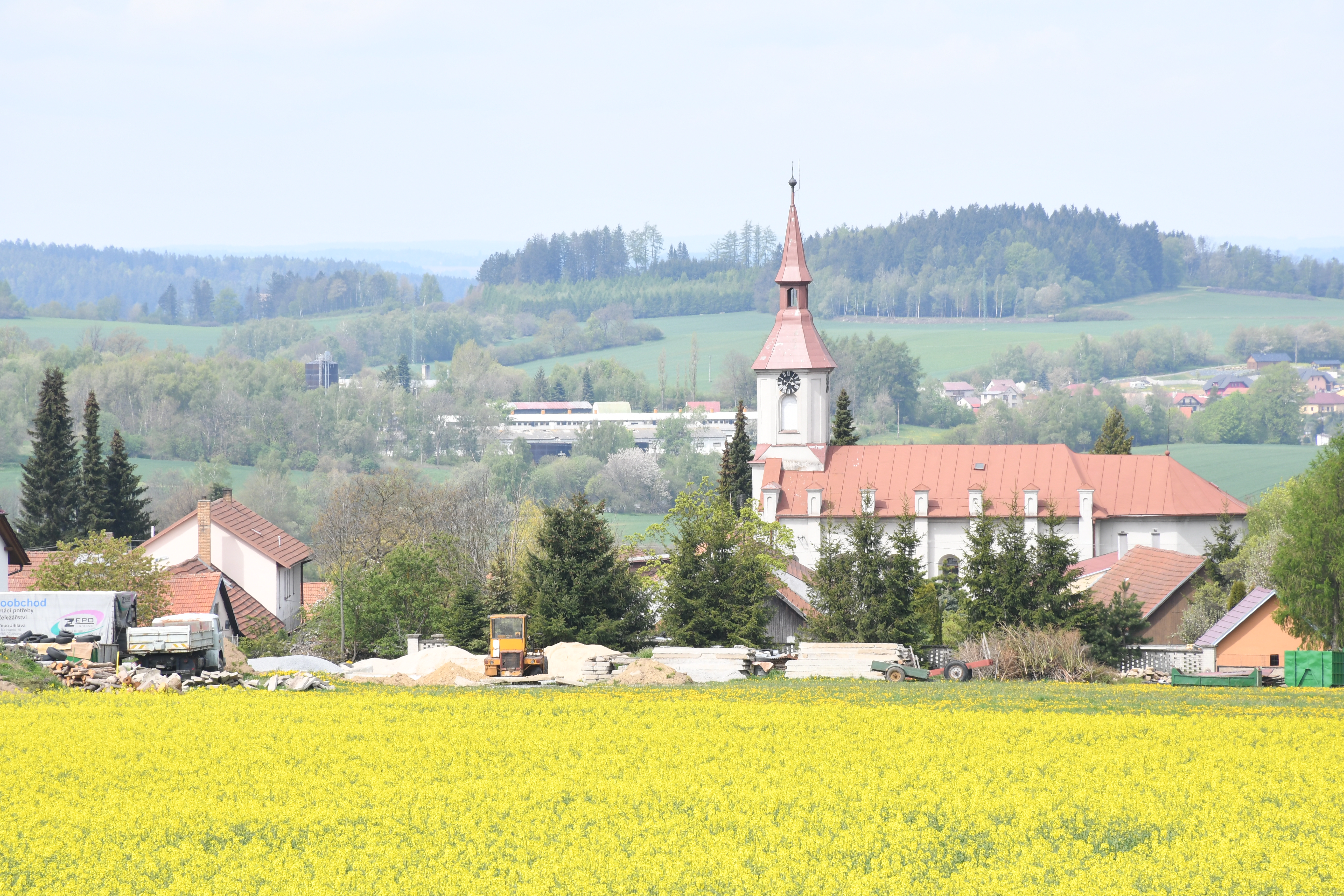
Blick auf Opatov

Opatov (deutsch Opatau) ist eine Gemeinde in Tschechien. Sie liegt 13 Kilometer östlich von Pelhřimov und gehört zum Okres Jihlava.

## Geographie
Opatov befindet sich westlich des Waldgebietes Panský les auf einer Hochfläche über dem Tal des Jankovský potok in der Böhmisch-Mährischen Höhe. Nordöstlich erhebt sich der Boroví vrch (Borowiberg, 696 m), im Osten der Hrachovec (686 m) und südlich der Špilberk (689 m). Sechs Kilometer südwestlich liegt der Křemešník (765 m).
Nachbarorte sind Dudín im Norden, Zbilidy im Nordosten, Jiřín im Osten, Ježená und Dušejov im Südosten, Milíčov und Jankov im Süden, Vyskytná im Westen sowie Částonín und Polánky im Nordwesten.

## Geschichte
Opatov entstand während der Kolonisationstätigkeit des Klosters Seelau und wurde von deutschen Siedlern angelegt. Die erste schriftliche Erwähnung des zu den Gütern des Klosters Seelau gehörigen Dorfes erfolgte im Jahre 1303 in einer Urkunde des Abtes Thilman über die Wiederbesiedlung von Simmersdorf, bei der der Richter Thomossius de Hopathau als Zeuge auftrat. Im Mittelalter wurde nordöstlich des Ortes Bergbau auf Silber betrieben.
Die während der Hussitenkriege verwaisten Seelauer Klostergüter übergab König Sigismund 1436 mit Einverständnis des nach Iglau geflüchteten Abtes dem Schutz und der Verwaltung Nikolaus Trčka von Lípas. Nachdem Georg von Podiebrad den Klosterbesitz 1458 den Trčka von Lípa auch in der Landtafel zugeschrieben hatte, errichtete Burian Trčka von Lípa die Herrschaft Jenikau. 1601 verkauften die Trčka Jenikau dem Iglauer Bürger Matthias Stubegg Ritter von Königstein (Matyáš Štubik z Kynigštejna). Bei der Erbteilung zwischen seinen Söhnen erhielt Samuel Stubegg 1606 den Jenikauer Anteil mit dem Städtchen Windig Jenikau und den Dörfern Winau, Opatau, Dudin, Maršov, Duschau, Jankau, Kalhau, Prusdorf und Chyška. Nach Stubeggs Tod fiel die Herrschaft 1619 an Magdalena Trčka von Lobkowicz. Während des Dreißigjährigen Krieges verarmte die Gegend und nachfolgend wechselten sich fremde Adelige in rascher Folge als Besitzer ab und setzten die Rekatholisierung der Bevölkerung durch. Pfarr- und Schulort war Böhmisch Gießhübel. Nach dem Josephinischen Toleranzpatent von 1781 bekannte sich mehr als die Hälfte der Einwohner zum Protestantismus. Die Protestanten waren zunächst nach Moraveč gepfarrt und gehörten zur Filialgemeinde Strměchy.
Bis 1848 blieb Opatov der Herrschaft Jenikau, deren Besitzer ab 1838 die Grafen von Rummerskirch waren, untertänig. Nach der Aufhebung der Patrimonialherrschaften bildete Opatov ab 1850 eine Gemeinde im Bezirk Deutschbrod und Gerichtsbezirk Humpolec. 1863 schlossen sich die Protestanten aus Opatov, Jankov, Dušejov, Zbilidy, Dudín, Ústí, Nový Rychnov, Vyskytná, Hojkov und Milíčov zu einer evangelischen Kirchgemeinde zusammen. Im Jahr darauf begann der Bau der Kirche in Opatov. Zwischen 1855 und 1868 war die Gemeinde der Bezirksverwaltung Humpolec unterstellt, die danach wieder aufgehoben wurde. 1910 wurde Opatov dem neuen Bezirk Humpolec zugeordnet. 1931 lebten in Opatov 401 Menschen, davon waren 215 Protestanten. Im Jahre 1949 wurde das Dorf Teil des neu geschaffenen Jihlavský kraj. 1961 kam Opatov zum Okres Jihlava im Jihomoravský kraj.

## Ortsgliederung
Für die Gemeinde Opatov sind keine Ortsteile ausgewiesen. Zu Opatov gehört die Ansiedlung Polánky (Polankahäuser) sowie mehrere Einödhöfe.

## Sehenswürdigkeiten
- evangelische Kirche, am Dorfplatz, erbaut 1864–1868 nach Plänen des Baumeisters Josef Bláha aus Wolframs im neoromanischen Stil, Kulturdenkmal
- evangelischer Friedhof, angelegt 1870, mit erhaltenen Grabsteinen aus der Entstehungszeit
- Reste einer alten Silbergrube, einen Kilometer nordöstlich des Ortes im Wald Hovorkový les, Kulturdenkmal
- Steinernes Gedenkkreuz an der Straße nach Zbilidy, zwei Kilometer nordöstlich des Dorfes am Borový vrch, Kulturdenkmal
- Naturdenkmal Jankovský potok, westlich des Dorfes, der gesamte Oberlauf des Baches ist wegen des Vorkommens der Flussperlmuschel geschützt.